# Eulophia cucullata
Eulophia cucullata là một loài thực vật có hoa trong họ Lan. Loài này được (Afzel. ex Sw.) Steud. mô tả khoa học đầu tiên năm 1840.